# 프란체스코 안토니올리
프란체스코 스테파노 안토니올리, OMRI 기사장(이탈리아어: Francesco Stefano Antonioli, 1969년 9월 14일, 롬바르디아 주 몬차 ~)는 이탈리아의 전직 축구 선수로, 현역 시절 골키퍼로 활약했다. 그는 세리에 A의 역대 최고령 출전 선수인데, 그는 체세나가 2011-12 시즌을 끝으로 세리에 B로 강등될 때까지 활약했는데, 이후 그는 장갑을 벗었다. 안토니올리는 몬차에서 프로 무대에 입문해 현역 시절에 다수의 이탈리아 구단에서 활약했고, 이 중 밀란, 볼로냐, 그리고 로마에서 우승을 경험했다. 그는 성인 국가대표팀 경기 출전 경력이 없지만, 이탈리아 국가대표팀 일원으로 유로 2000에 참가했다. 청소년 국가대표팀 시절에는 이탈리아 선수단 일원으로 1992년 하계 올림픽에 참가했었다.

## 클럽 경력
롬바르디아 주 몬차 출신인 안토니올리는 밀란의 유소년부를 거쳐 성장했다. 그는 이후 몬차로 임대되어 1986년에 해당 구단 소속으로 프로 무대 신고전을 치렀는데, 그의 첫 경기는 0-1로 패한 유벤투스와의 코파 이탈리아 경기였다. 그는 2-1로 이긴 라치오와의 1988년 9월 3일 1988-89 시즌 코파 이탈리아안방 경기에서 밀란 첫 경기를 치렀고, 1992년 4월 18일에는 1-0으로 이긴 같은 연고지의 경쟁 구단 인테르나치오날레와의 경기에서 세리에 A 신고식을 치렀다. 몇 경기에서 기대를 주는 활약을 펼친 그는 1992-93 시즌 초에 선발로 출전해 2-1로 이긴 파르마와의 수페르코파 이탈리아나 우승을 거두었다. 그러나, 잦은 실수로, 특히 마돈니나 더비와의 경기에서 루이지 데 아고스티니에게 쉽게 골을 헌납한 일로, 세바스티아노 로시가 주전 수문장으로 복귀했다. 밀란은 그 시즌 리그를 우승했고, 같은 해 챔피언스리그 결승전에도 올랐다. 안토니올리는 1992년 11월 29일에 1-0으로 이긴 유벤투스와의 세리에 A 원정 경기를 끝으로 밀란 소속으로 더 이상 출전하지 못했고, 그가 출전한 밀란 경기는 총 27번이었다.
1995년에 볼로냐로 이적하면서, 그는 부동의 주전 골키퍼로 거듭났고,(조르조 스테르켈레의 후보였던 1997-98 시즌 제외) 1995-96 시즌에 세리에 B를 우승하고 세리에 A 승격을 이룩했고, 이후 1998년 인터토토컵 진출도 달성했고, 1998-99 시즌 UEFA컵과 같은 시즌 코파 이탈리아에서 나란히 준결승전에 올랐다. 1999년, 로마는 10B ITL에 그를 영입했고, 2000-01 시즌에는 로마에 "방패"를 선사했고, 수페르코파 이탈리아나도 우승했으며, 2003년에는 코파 이탈리아 결승전도 밟았다.
2003년 여름, 안토니올리는 삼프도리아로 자유이적했다. 2006-07 시즌, 루카 카스텔라치가 골문을 지키는 횟수가 많아지면서, 안토니올리는 친정 볼로냐로 자유이적했다.
그는 2008년 여름에 볼로냐를 또다시 세리에 A로 복귀시켰다.
2008-09 시즌 후, 그는 퇴단하여 U-21 국가대표 에밀리아노 비비아노에게 자리를 내주었다. 안토니올리는 이후 세리에 B 새내기 체세나에 7월 입단해 기존의 주전 골키퍼 니콜라 라발리아를 하부 리그로 보냈다. 그는 미켈레 타르디올리를 제치고 주전 수문장을 맡았다. 안토니올리는 세리에 B 2009-10|2010년]]에 구단의 2년 연속 승격을 이룩한 주역으로 거듭나, 41세의 나이로 2010-11 시즌에 세리에 A 무대에서 뛰게 되었다. 리그를 15위로 마쳐 강등권 싸움에서 생존하면서, 그는 1년 연장 계약서를 받았다.

## 국가대표팀 경력
안토니올리는 이탈리아 성인 국가대표팀 경기 출전 기록이 없지만, 준우승을 거둔 유로 2000에서 잔루이지 부폰과 프란체스코 톨도를 대신할 3번째 골키퍼로 참가했다. 대회 며칠 전에 잔루이지 부폰이 부상으로 낙마하면서, 안토니올리는 2인자로 올라섰고, 3번째 골키퍼로 크리스티안 아비아티가 부폰을 대신해 합류했다.
안토니올리는 이탈리아 U-21 국가대표팀의 1992년 유럽 U-21 선수권 대회 우승 주역으로, 그는 이탈리아 선수단 일원으로 1992년 하계 올림픽에 참가했다.

## 경기 방식
노련하고, 권위적인 파수꾼인 안토니올리는 유망주 시절부터 재능이 남다른 될성부른 떡잎으로 기대를 모았지만, 몇몇 평론가는 몇 차례 부상과 성깔로 잠재력을 만개하지 못해 실패한 선수라 비판하기도 했다. 그는 우아한 경기 방식, 선방력, 반사신경, 그리고 골키퍼 기술력을 결합해 화려하고, 결정적이며, 멋진 선방을 해냈다. 그러나, 그의 골키퍼로서의 역량은 대체적으로 효율적이었고, 그의 우상인 조반니 갈리의 영향을 받았다. 페널티 킥 선방에도 능한 그는 1992년부터 2012년까지 416번의 경기에서 14번 선방했는데, 그는 세리에 A 역대 최다 선방 7위로 스테파노 소렌티노와 어깨를 나란히 한다.

## 수상
밀란
- 세리에 A: 1991–92, 1992–93
- 유러피언컵: 1988–89, 1989–90
- 인터콘티넨털컵: 1989, 1990
- 유러피언 슈퍼컵: 1989, 1990
- 수페르코파 이탈리아나: 1988, 1992, 1993

볼로냐
- 세리에 B: 1995–96
- 인터토토컵: 1998

로마
- 세리에 A: 2000–01
- 수페르코파 이탈리아나: 2001

이탈리아
- 유럽 선수권 대회 준우승: 2000

서훈
이탈리아 공화국 공로장 5등급 / 기사장: 2000